# Tolosa (Baskenland)
Tolosa ist eine Gemeinde in der baskischen Provinz Gipuzkoa in Nordspanien.

## Geographie
Tolosa liegt 25 km südlich von San Sebastián im Landesinneren, im Tal des Oria auf 80 m über dem Meeresspiegel. Die Umgebung ist bergig mit Gipfeln von über 1.000 m Höhe.
Das Klima ist maritim mit Jahresniederschlägen von mehr als 1.500 mm.

## Namensherkunft
Das Toponym Tolosa leitet sich von einer Wurzel aus einer vorindogermanischen Sprache ab tol, toll, tul oder tull, das Anhöhe bedeutet. Die gleiche Wurzel ist der Ursprung vieler anderer Toponyme wie Toledo, Toulon und Toulouse (okzitanisch Tolosa).

## Geschichte
Der Ort Tolosa kam im Jahr 1200 unter die Herrschaft von Kastilien. 1256 gewährte Alfons X. von Kastilien dem Ort das Stadtrecht und Sonderrechte (Fueros), die weit über diejenigen der Nachbarprovinzen herausreichte. Alfons X. gab der Stadt den Namen in Anlehnung an den okzitanischen und lateinischen Namen der Stadt Toulouse. Im Mittelalter war Tolosa eine bedeutende Zollstation („puerto seco“) für den Warenaustausch zwischen den Häfen der Küste, insbesondere San Sebastián und Getaria und dem benachbarten Königreich Navarra. Die Funktion als Zollstelle für den Außenhandel verlor der Ort erst im Jahr 1841, als Spanien die Zollstellen direkt an die Staatsgrenze und die Handelshäfen verlegte.
Während des Pyrenäenkrieges wurde die Stadt im Jahr 1794 von französischen Truppen eingenommen und erneut in der Folgezeit, unter Napoleon. Während des Unabhängigkeitskrieges kam es im Gebiet von Tolosa zu Guerilla-Tätigkeiten.
Von 1854 bis 1856 war Tolosa Hauptstadt der baskischen Provinz Gipuzkoa, bis die Stadt San Sebastián im Anschluss diese Funktion übernahm.

## Kultur
Die Stadt beherbergt ein internationales Zentrum mit Museum und alljährlichen Festspielen für das Puppenspiel.

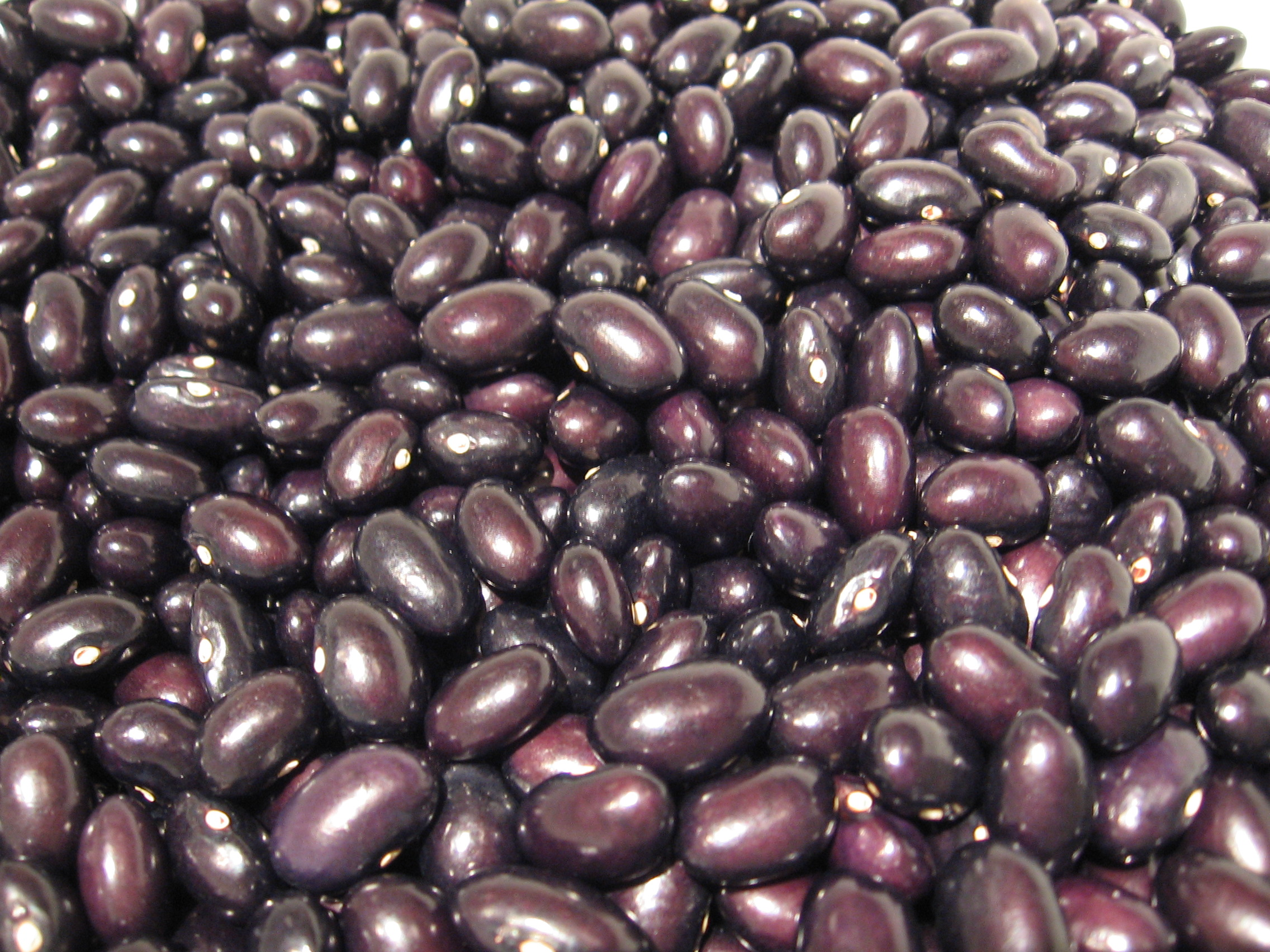
Schwarze Bohnen aus Tolosa

Kulinarisch ist Tolosa bekannt für seine schwarzen Bohnen (spanisch alubias de Tolosa, baskisch Tolosako babarrunak) und für seine Waffeln (Tejas de Tolosa) und es feiert einen großangelegten Karneval. 
Jedes Jahr in der Woche von Allerheiligen findet dort der internationale Chorwettbewerb von Tolosa
(baskisch Tolosako Abesbatza Lehiaketak) statt, im Jahr 2018 zum 50. Mal.

## Wirtschaft und Verkehr
In Tolosa sind Firmen der Papier-, Metall- und Elektroindustrie ansässig. Des Weiteren werden von der Firma Elósegui seit 1859 Baskenmützen hergestellt.
Die Stadt befindet sich direkt an der Nationalstraße I (N-I) von Madrid nach Irun.

## Söhne und Töchter der Stadt
- Martín de Gaztelu (* ca. 1535), Staatssekretär Karls V.
- Periko Alonso (* 1953), Fußballspieler und -trainer
- Avelino Perea (* 1957), Radrennfahrer
- Enrique Ugarte (* 1957), Musiker und Dirigent
- Ainhoa Arteta (* 1964), Opernsängerin
- Edurne Pasaban (* 1973), Bergsteigerin
- Haritz Zunzunegui (* 1975), Skilangläufer
- Mikel Alonso (* 1980), Fußballspieler
- Gari Uranga (* 1980), Fußballspieler
- Xabi Alonso (* 1981), Fußballspieler und -trainer
- Lara Arruabarrena Vecino (* 1992), Tennisspielerin
- Eukene Larrarte (* 1998), Radsportlerin
- Nerea Eizagirre (* 2000), Fußballspielerin